# نرم‌افزارهای اجتماعی
نرم افزار اجتماعی که به آن برنامه‌های اجتماعی نیز گفته می‌شود، شامل ابزارهای ارتباطی و تعاملی است که بیشتر مبتنی بر اینترنت هستند. ابزارهای ارتباطی به‌طور معمول ضبط، ذخیره و ارائه ارتباطات را انجام می‌دهند، معمولاً به‌طور فزاینده ای شامل صدا و تصویر نیز نوشته شده‌است. ابزارهای تعاملی تعاملات میانجی بین یک زوج یا گروهی از کاربران را کنترل می‌کنند. آنها بر ایجاد و حفظ ارتباط بین کاربران، تسهیل مکانیک مکالمه و گفتگو تمرکز دارند. نرم افزار اجتماعی به‌طور کلی به نرم افزاری گفته می‌شود که رفتار مشارکتی، سازماندهی و قالب سازی جوامع، ابراز وجود، تعامل اجتماعی و بازخورد را برای افراد امکان‌پذیر می‌کند. عنصر دیگر تعریف موجود از نرم افزار اجتماعی این است که این نرم‌افزار امکان ایجاد میانجیگری نظر یافته بین افراد، به روشی متمرکز یا خودتنظیم را فراهم می‌کند. بیشترین منطقه بهبود یافته برای نرم افزار اجتماعی است که وب ۲٫۰ برنامه‌های کاربردی همه را انلاین تر می‌کند

## انواع
یک برنامه پیام رسان فوری یا کلاینت به شما اجازه می‌دهد تا در زمان واقعی و در خلوت نسبی با شخص دیگری از طریق شبکه ارتباط برقرار کند. با وارد کردن آدرس ایمیل شخص یا شناسه پیام رسان، می‌توانید دوستان خود را به لیست مخاطبین یا دوستان خود اضافه کنید. اگر فرد آنلاین باشد، نام او معمولاً به عنوان در دسترس برای گپ ذکر می‌شود. با کلیک بر روی نام وی، پنجره گپ با فاصله برای نوشتن برای شخص دیگر و همچنین خواندن پاسخ وی فعال می‌شود.

### متن چت
اینترنت رله چت (IRC) و سایر فن آوری‌های گفتگوی آنلاین به کاربران امکان می‌دهد به‌طور هم‌زمان با بسیاری از افراد وصل شده و با آنها ارتباط برقرار کنند. کاربران ممکن است به یک گروه از قبل موجود عضو شوند یا اتاق جدیدی دربارهٔ هر موضوعی ایجاد کنند. پس از ورود، ممکن است پیام‌هایی را تایپ کنید که هر کس دیگری در گروه می‌تواند بخواند، و همچنین به دیگران پاسخ دهد. غالباً جریان مداوم ورود و خروج افراد وجود دارد. خواه در گروه شخص دیگری باشید یا در یکی از مواردی که خودتان ایجاد کرده‌اید، به‌طور کلی آزاد هستید که دیگران را به صورت آنلاین دعوت کنید تا که آن گروه به شما بپیوندند.

### نرم افزار مشترک
هدف نرم افزارهای مشترک، که به عنوان نرم افزارهای گروهی نیز شناخته می‌شوند، مانند Moodle , Landing pages , Enterprise Architecture و Sharepoint، این است که به افراد اجازه داده شود داده‌ها را به اشتراک بگذارند - مانند فایل‌ها، عکس‌ها، متن و غیره به منظور کار پروژه یا مدرسه کار کردن هدف این است که ابتدا یک گروه تشکیل شود و سپس آنها همکاری کنند. کلی شیزک نرم افزار اجتماعی را چنین تعریف می‌کند: «نرم افزاری که از تعامل گروهی پشتیبانی می‌کند». از آنجا که گروه افزار از تعامل گروهی پشتیبانی می‌کند (پس از تشکیل گروه)، این نرم افزار را نرم افزاری اجتماعی می‌داند.

### انجمن‌های اینترنتی
در ابتدا از الگوی تابلوهای اعلانات الکترونیکی جهان قبل از اینکه اینترنت به‌طور گسترده در دسترس باشد، الگوی واقعی تهیه شده بود، تالارهای گفتگوی اینترنتی به کاربران اجازه می‌دهد تا «موضوعی» را برای بررسی دیگران ارسال کنند. سایر کاربران می‌توانند موضوع را مشاهده کرده و نظرات خود را یکی پس از دیگری به صورت تکی ارسال کنند. اکثر تالارهای گفتمان عمومی هستند، به هر کسی اجازه می‌دهد در هر زمان ثبت نام کند. تعدادی از آنها خصوصی هستند که اعضای جدید برای عضویت در آنها باید هزینه کمی پرداخت کنند.
انجمن‌ها می‌توانند در دسته‌بندی‌های مختلفی داشته باشند که معمولاً براساس موضوعات و زیرموضوعات دسته‌بندی می‌شوند. از ویژگی‌های دیگر می‌توان به قابلیت ارسال تصاویر یا پرونده‌ها یا نقل قول کاربر دیگر با یک قالب بندی خاص در پست خود اشاره کرد. صفحاتی ارزش پیدا می‌کنند که تعداد بیشتری عضو فعال داشته باشند
استانداردها و مدعیان مختلفی برای رهبران بازار هر دسته نرم افزار وجود دارد. بسته به تخصص مجریان تابلوی اعلانات، افزونه‌های مختلفی از جمله نرم افزار ترجمه و تصحیح املا ممکن است در دسترس باشد. در بعضی از مناطق صنعت، تابلوی اعلانات از نظر تجاری موفقیت‌های خاص خود را دارد: مجله‌های چاپی رایگان و پولی و همچنین سایت‌های حرفه ای و آماتور.
خدمات موفق فعلی، ابزارهای جدیدی را با گروه خبری قدیمی تر و الگوی لیست نامه‌های پستی برای تولید تبلیغات ترکیب کرده‌اند. همچنین به عنوان سرویس مورد استفاده، ویژگی‌ها و ابزارهای سرویس‌های دیگری که با هم رقابت می‌کنند را به کار می‌گیرد. به عنوان مثال، با گذشت زمان، صفحات کاربر ویکی به درگاه‌های اجتماعی برای تک تک کاربران تبدیل شده‌اند و ممکن است به جای سایر برنامه‌های پورتال مورد استفاده قرار گیرند.

### ویکی‌ها
در گذشته، صفحات وب فقط توسط طراحان وب ایجاد شده و ویرایش می‌شدند که از مهارت‌های فنی برای انجام این کار برخوردار بودند. در حال حاضر ابزارهای زیادی وجود دارد که می‌توانند به افراد در زمینه ویرایش محتوای وب کمک کنند. ویکی اجازه می‌دهد تازه‌کارها در همان سطح با طراحان وب باتجربه باشند زیرا ویکی‌ها قوانین و دستورالعمل‌های ساده ای را ارائه می‌دهند. ویکی به همه افراد اجازه می‌دهد بدون داشتن دانش زبانهای نشانه گذاری، روی محتوای وب همکاری کنند. یک ویکی از بسیاری از صفحات محتوایی تشکیل شده‌است که توسط کاربران آن ایجاد شده‌است. کاربران ویکی می‌توانند صفحات محتوای مرتبط را با یکدیگر ایجاد، ویرایش و پیوند دهند. جامعه کاربران بر اساس افرادی است که می‌خواهند برای بهبود ویکی کلی شرکت کنند. کاربران شرکت کننده در یک جامعه دموکراتیک قرار دارند که هر کاربری می‌تواند کارهای هر کاربر دیگری را ویرایش کند.

### وبلاگ‌ها
وبلاگ‌ها، کوتاه شده برای گزارش‌های وب، برای یک شخص خاص مانند مجلات آنلاین هستند. مالک به صورت دوره ای پیامی ارسال می‌کند و به دیگران اجازه می‌دهد تا در مورد آنها نظر دهند. مباحث معمولاً شامل زندگی روزمره مالک، دیدگاه‌های مربوط به سیاست یا موضوع خاصی است که برای آنها مهم است. وبلاگ به انگلیسی از کلمه weblog گفته شده است که به یک مجله و یا وبسایت آنلاین گفته می‌شود که اطلاعات را انعکاس می دهد.
وبلاگ‌ها برای افراد مختلف دارای معانی زیادی هستند، از «مجله آنلاین» تا «وب سایت شخصی به راحتی به روز شده». در حالی که این تعاریف از نظر فنی صحیح هستند، اما قادر به جذب قدرت وبلاگ‌ها به عنوان یک نرم افزار اجتماعی نیستند. فراتر از اینکه یک صفحه اصلی ساده یا یک دفترچه خاطرات آنلاین باشید، برخی از وبلاگ‌ها اجازه می‌دهند نظرات خود را در مورد مطالب ارائه دهند، در نتیجه یک انجمن بحث ایجاد می‌کنند. آنها همچنین دارای وبلاگ نویسی هستند (به عنوان مثال پیوندهایی به وبلاگهای دیگری که مالک آنها را می‌خواند یا تحسین می‌کند) و نشان دهنده ارتباط اجتماعی آنها با سایر وبلاگ نویسان با استفاده از استاندارد روابط اجتماعی XFN است. Pingback و trackback به ایجاد یک مکالمه بین وبلاگ اجازه می‌دهد تا یک وبلاگ به وبلاگ دیگری اطلاع دهد. وبلاگ‌ها خوانندگان را درگیر خود می‌کنند و می‌توانند یک جامعه مجازی را پیرامون یک شخص یا علاقه خاص ایجاد کنند. وبلاگ نویسی همچنین توسط شرکت‌هایی که از نرم افزارهای اجتماعی سازمانی استفاده می‌کنند، در تنظیمات تجاری مد شده‌است.

### ویراستاران هم‌زمان مشارکتی
ویرایش همزمان متن یا پرونده رسانه ای توسط شرکت کنندگان مختلف در یک شبکه برای اولین بار از اوایل دهه ۱۹۷۰ در سیستم‌های تحقیقاتی نشان داده شد، اما اکنون در یک شبکه جهانی عملی است. اکنون از ویرایش هم‌زمان مشارکتی، برای مثال، در ویرایش فیلم و در برنامه‌های اداری مبتنی بر ابر استفاده می‌شود.

### بازارهای پیش‌بینی
بسیاری از ابزارهای بازار پیش‌بینی (از جمله برخی از نرم‌افزارهای رایگان) در دسترس قرار گرفته‌اند که پیش‌بینی و شرط‌بندی روی رویدادهای آینده را آسان می‌کنند. این نرم افزار نسخه رسمی تری از تعامل اجتماعی را مجاز می‌داند، اگرچه به عنوان نوع قوی نرم افزاری اجتماعی واجد شرایط است.

### خدمات شبکه‌های اجتماعی
خدمات شبکه‌های اجتماعی به مردم اجازه می‌دهد تا در اطراف علایق، سرگرمی‌ها یا علل مشترک به صورت آنلاین گرد هم آیند. به عنوان مثال، برخی از سایت‌ها امکانات سازماندهی جلسات را برای افرادی که همان ورزش را انجام می‌دهند فراهم می‌کنند. سایر خدمات شبکه‌های تجاری و ملاقات رویدادهای اجتماعی را امکان‌پذیر می‌کنند.
برخی از ویکی‌های بزرگ با تشویق صفحات کاربر و پورتال‌ها به‌طور مؤثر به خدمات شبکه اجتماعی تبدیل شده‌اند.

### موتورهای جستجوی شبکه‌های اجتماعی
موتورهای جستجوی شبکه اجتماعی دسته ای از موتورهای جستجو هستند که از شبکه‌های اجتماعی برای سازماندهی، اولویت بندی یا فیلتر کردن نتایج جستجو استفاده می‌کنند. موتورهای جستجوی شبکه‌های اجتماعی دو کلاس دارند: آنهایی که از شبکه‌های اجتماعی صریح استفاده می‌کنند و دیگری که از شبکه‌های اجتماعی ضمنی استفاده می‌کنند.
- موتورهای جستجوی آشکار شبکه‌های اجتماعی به افراد اجازه می‌دهد تا یکدیگر را مطابق با روابط اجتماعی صریحاً بیان شده پیدا کنند. XHTML Friends Network به افراد امکان می‌دهد روابط خود را در سایتهای خود به اشتراک بگذارند، بنابراین یک شبکه اجتماعی غیرمتمرکز / توزیع شده برخلاف خدمات شبکه اجتماعی متمرکز که در بخش قبلی ذکر شده، تشکیل می‌دهند.
- موتورهای جستجوی ضمنی شبکه‌های اجتماعی به مردم امکان می‌دهند نتایج جستجو را بر اساس طبقات شبکه‌های اجتماعی مورد اعتماد، مانند یک دیدگاه سیاسی مشترک، فیلتر کنند. این در سال ۱۹۹۳ «گزارش وضعیت آینده» از کمیته آمریکایی برای دانشگاه ملل متحد به عنوان فیلتر معرفتی نامیده شد که پیش‌بینی می‌کرد این وسیله برای بسیاری از کاربران به روش اصلی جستجو تبدیل شود.

این نوع موتور جستجوی شبکه‌های اجتماعی فاقد اطلاعات صریح قابل اعتماد در مورد چنین دیدگاه‌هایی، وب را استخراج می‌کند تا توپولوژی شبکه‌های اجتماعی آنلاین را استنباط کند. به عنوان مثال، موتور جستجوی NewsTrove با بررسی، از جمله موارد دیگر، موضوع، روابط پیوند و ویژگی‌های دستوری برای استنباط شبکه‌های اجتماعی، شبکه‌های اجتماعی را از محتوا - سایت‌ها، وبلاگ‌ها، غلاف‌ها و فیدها - استنباط می‌کند.

### شبکه‌های اجتماعی مشورتی
شبکه‌های اجتماعی مشورتی شبکه‌های بحث و گفتگو برای اهداف تصمیم‌گیری هستند. آنها برای ایجاد روابط پایدار بین افراد و دولت آنها ساخته شده‌اند. آنها به نظر و مشاوره آگاهانه که با انتظار واضح از نتایج ارائه می‌شود، تکیه می‌کنند.

### شبکه‌های اجتماعی تجاری
شبکه‌های اجتماعی تجاری برای حمایت از معاملات تجاری و ایجاد اعتماد بین یک فرد و یک مارک تجاری طراحی شده‌اند که متکی به نظر محصول، ایده‌هایی برای بهتر کردن محصول است و مشتریان را قادر می‌سازد با مارک‌های تجاری در ارتقا توسعه، ارائه خدمات و خدمات شرکت کنند. تجربه مشتری بهتر

### راهنمای اجتماعی
یک راهنمای اجتماعی مکان‌هایی را برای بازدید توصیه می‌کند یا حاوی اطلاعاتی در مورد مکان‌های موجود در دنیای واقعی مانند کافی شاپ‌ها، رستوران‌ها و نقاط فای و غیره است.

### نشانه گذاریاجتماعی
برخی از وب سایت‌ها به کاربران امکان می‌دهند لیست بوک مارک‌ها یا وب سایت‌های مورد علاقه خود را برای جستجوی دیگران و مشاهده آنها ارسال کنند. این سایتها همچنین می‌توانند از طریق اشتراک علایق مشترک برای دیدار با دیگران استفاده شوند. علاوه بر این، بسیاری از سایت‌های نشانه گذاری اجتماعی به کاربران امکان می‌دهند از طریق وب سایت‌ها و محتوای به اشتراک گذاشته شده توسط کاربران دیگر بر اساس محبوبیت یا طبقه‌بندی، مرور کنند. به همین ترتیب، استفاده از سایت‌های نشانه گذاری اجتماعی ابزاری مؤثر برای بهینه‌سازی موتور جستجو و بهینه‌سازی شبکه‌های اجتماعی برای مدیران وب است.
نشانک گذاری سازمانی روشی برای برچسب گذاری و پیوند دادن هرگونه اطلاعات با استفاده از مجموعه ای گسترده از برچسب‌ها برای به دست آوردن دانش در مورد داده‌ها است. این برچسب‌ها را در یک سرور زیرساخت وب واقع در پشت فایروال جمع‌آوری و نمایه می‌کند. کاربران می‌توانند برچسب‌های دانش را با افراد یا گروه‌های مشخص به اشتراک بگذارند، فقط در شبکه‌های خاص، معمولاً در یک سازمان، به اشتراک گذاشته می‌شوند.